# Les Yeux des ténèbres
Les Yeux des ténèbres (titre original : The Eyes of Darkness) est un roman de science-fiction de Dean Koontz (sous le pseudonyme de Leigh Nichols) publié en 1981 (et réédité en 1989 et 2008).

## Résumé
Danny, âgé de neuf ans meurt dans un accident d'autocar alors qu'il partait en camping. C'est ce que déclarent les autorités à sa mère, Tina Evans, autorités qui, en outre, lui déconseillent d'aller identifier le corps de son enfant, horriblement mutilé.  
Cependant, un an plus tard, Tina découvre, inscrit à la craie sur le tableau noir de l'enfant, un message de celui-ci. Désespérée et craignant de devenir folle, Tina demande à faire ouvrir la tombe, mais elle va devoir se retrouver face aux services secrets qui vont tout essayer pour empêcher cette mère de connaître la vérité.
Au fil du récit, le lecteur apprend qu'une arme bactériologique de type viral a été créée dans un laboratoire chinois (soviétique lors de la première édition, ; le lieu a été modifié en 1989,) dans la banlieue de la ville de Wuhan. Celle-ci, créée à l'origine pour éliminer des dissidents, va faire peser une véritable menace sur les habitants de la planète.

## Liste des personnages
- Danny, l'enfant personnage central
- Tina, la mère de Danny
- Le père de Danny
- L'avocat de Tina
- La pharmacologue
- Le patron du projet Pandora

## Association à la pandémie de Covid-19
En 2020, des extraits du roman sont largement partagés par des internautes établissant un rapprochement entre le scénario de l'ouvrage et la pandémie de Covid-19 en cours : Les Yeux des ténèbres évoque un virus dont les propriétés sont proches du coronavirus, et décrit « les ravages causés par une pneumonie « arme biologique » » qui, dans la 2e édition du livre, est nommée « Wuhan-400 » pour avoir été conçue par des scientifiques chinois dans des laboratoires militaires de Wuhan, ville chinoise suspectée d'être le foyer originel de la pandémie de Covid-19,. 
La chaîne LCI estime que « si le nom « Wuhan-400 » peut surprendre au premier abord et laisser penser à une forme de « prédiction », l'analyse de l'ouvrage montre qu'il s'agirait d'une coïncidence et que le phénomène décrit diffère très peu de l'épidémie de coronavirus observée aujourd'hui, la décrivant comme apparaissant au début de l'année 2020 et se répandant à travers le monde entier, s'attaquant sévèrement aux poumons ainsi que résistant à tous traitements connus de l'homme. ». Parmi ces nettes différences, le taux de mortalité du Wuhan-400 est de 100 %, contre 2 à 4 % pour le Covid-19,.